# سیاهی‌لشکر

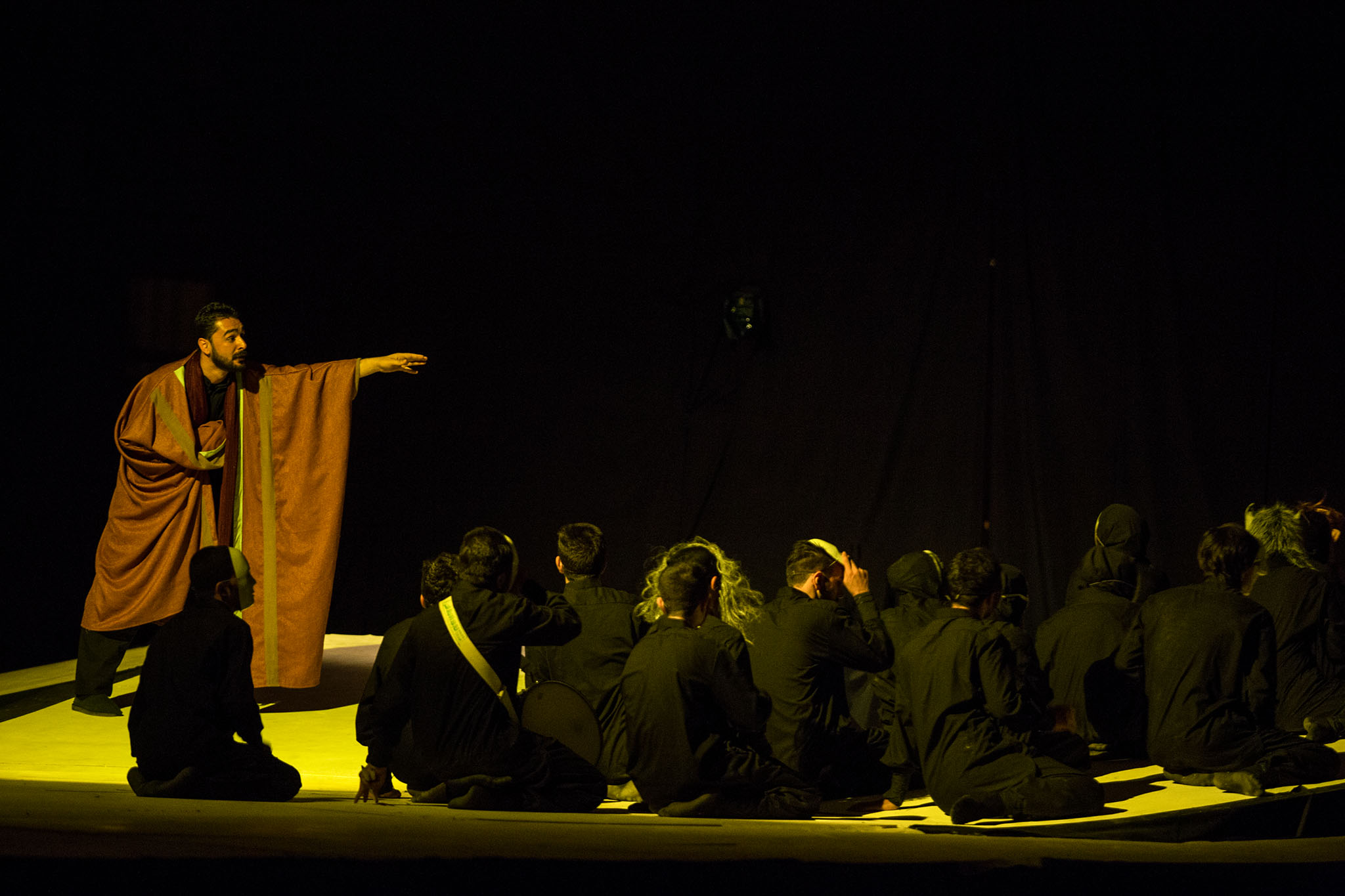
هنرور یا سیاهی لشکرها در تئاتر حنانه

سیاهی لشکر به کسی گفته می‌شود که در ارائهٔ یک فیلم، برنامه تلویزیونی، صحنه تئاتر یا به‌طور کلی یک نقش در ملأ عام اجازهٔ دیالوگ گویی ندارد یا بنابر تشخیص صاحب اثر در چهارچوب سخن می‌گوید (برای نمونه در یک صحنهٔ عمومی و شلوغ).
بازیگری که برای حضور در جمع یا حضور تصادفی در صحنه‌ای استخدام می‌شود و اکثر اوقات دیالوگ نمی‌گوید. این بازیگران به صورت روزمزدی دستمزد می‌گیرند و برخلاف بازیگران نقش جزئی، نامشان در عنوان بندی سایر بازیگران ذکر نمی‌شود.